# 케난 이미르잘르올루
케난 이미르잘르올루(튀르키예어: Kenan İmirzalıoğlu, 1974년 6월 18일 ~ )는 터키의 배우, 모델이다. 황금나비상 남우주연상 2회(2010, 2013) 수상자이다.

## 주요 출연 작품
- 영화 《라스트 오스만: 녹아웃 알리》 (Son Osmanlı Yandım Ali, 2007년) - 얀듬 알리(Yandım Ali) 역할
- 텔레비전 드라마 《에젤》 (Ezel, 2009년 ~ 2011년) - 에젤 바이락타르(Ezel Bayraktar) 역할
- 영화 《드래곤 트랩》 (Ejder Kapanı, 2010년) - 아크레프 젤랄(Akrep Celal) 역할
- 텔레비전 드라마 《사랑과 명예를 위하여》 (Kabadayı, 2012년 ~ 2015년) - 마히르 카라(Mahir Kara) 역할